# East Ayton
East Ayton est un village et une paroisse civile du Yorkshire du Nord, en Angleterre.